# Иноземцев, Николай Николаевич
Никола́й Никола́евич Инозе́мцев (4 апреля 1921, Москва — 12 августа 1982, Москва) — советский экономист, историк, политолог. Академик АН СССР по отделению экономики (мировая экономика и международные отношения) с 26 ноября 1968 года.
Отец — Иноземцев Николай Николаевич, окончил Императорское коммерческое училище, в советское время работал служащим в различных наркоматах; мать — Иноземцева Маргарита Сергеевна, художница, член союза художников РСФСР.

## Образование
В 1939 году окончил среднюю школу № 93 в Москве и как отличник был принят без экзаменов в МЭИ, откуда в октябре того же года был призван в армию. В 1949 году окончил МГИМО, а в 1952 году — аспирантуру этого же института, получив степень кандидата исторических наук.

## Участие в Великой Отечественной войне
В 1941—1945 годах участвовал в Великой Отечественной войне, был награждён четырьмя боевыми орденами: двумя орденами Красной Звезды, орденами Отечественной войны I и II степени и медалями «За победу над Германией», «За взятие Кёнигсберга», «Двадцать лет победы в Великой Отечественной войне». Член ВКП(б) с 1943 года. Посмертно издан «Фронтовой дневник» Н. Н. Иноземцева (1-е изд. в 1995, 2-е изд. в 2005).

## Журналистская деятельность
С 1952 по 1957 годы работал в редакции журнала «Коммунист» в качестве консультанта международного отдела. В 1961 году был направлен в редакцию газеты «Правда», где работал до мая 1966 года заместителем главного редактора. В связи с 50-летием «Правды» был награждён орденом Трудового Красного Знамени.

## Научная деятельность

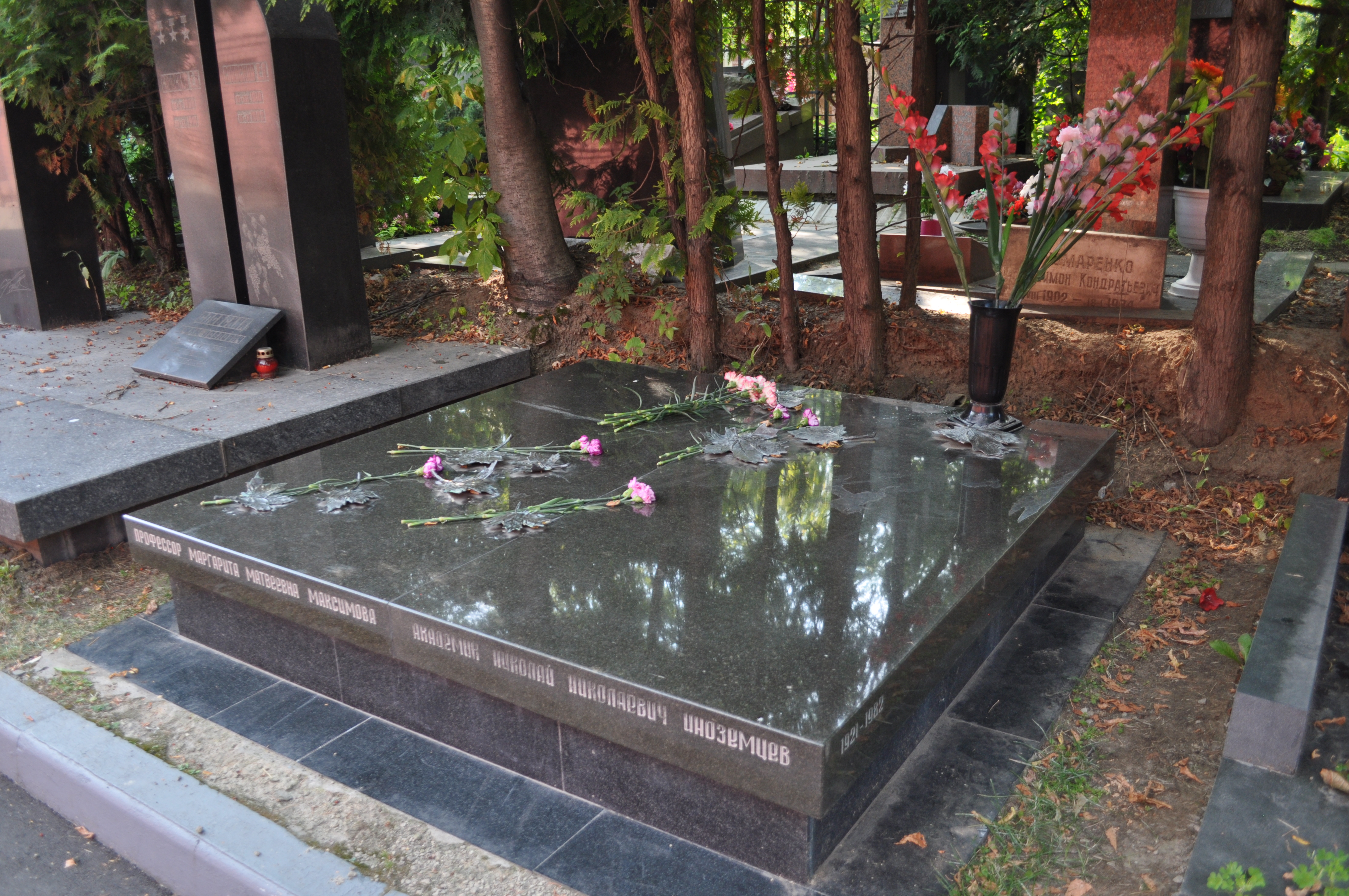
Могила Н. Н. Иноземцева на Новодевичьем кладбище Москвы.

С 1957 по декабрь 1961 года — сотрудник Института мировой экономики и международных отношений (ИМЭМО) АН СССР, заведующий отделом международных отношений.
В 1959—1961 годах — заместитель директора Института.
В 1960 году стал доктором исторических наук (тема диссертации «Внешняя политика США в эпоху империализма»).
С 26 июня 1964 — член-корреспондент АН СССР по отделению экономики (мировая экономика и международные отношения), с 26 ноября 1968 — академик АН СССР.
С мая 1966 года — директор ИМЭМО.
С 1975 года — член Президиума АН СССР, заместитель Председателя секции Общественных наук.
В 1977 году ему была присуждена Государственная премия СССР.
В 1971 и 1975 награждался орденами Ленина.
Н. Н. Иноземцев считался ведущим советским специалистом в области мирового хозяйства и международных отношений. Автор ряда крупных монографических исследований, теоретических и политических трудов по широкому кругу проблем современного развития и борьбы экономических систем, внешней политики СССР, мирового революционного и коммунистического движения, мировой экономики и политической экономии государственно-монополистического капитализма. Общий объём его работ — более 250 печатных листов.
В то же время Станислав Меньшиков, бывший замдиректора ИМЭМО, отмечал: «Николай Иноземцев по образованию и профессии был историком и к экономическим исследованиям интереса не питал».
В начале 1980-х годов двое сотрудников ИМЭМО (Андрей Фадин и Павел Кудюкин) были арестованы по обвинению в участии в диссидентской организации «Молодые социалисты», а деятельность Института начала проверять прокуратура. Здоровье Н. Н. Иноземцева оказалось подорвано, и он скоропостижно скончался. Похоронен на Новодевичьем кладбище.

## Политическая деятельность
В качестве заместителя главного редактора «Правды» и директора ИМЭМО регулярно привлекался к подготовке ряда партийных и правительственных материалов, связанных с проблемами советской и мировой экономики, внешней политики и международных отношений, связей с мировым коммунистическим движением. Избирался делегатом XXIV, XXV и XXVI съездов КПСС. С 1971 года — кандидат в члены, с 1981 года — член ЦК КПСС. Депутат Верховного Совета СССР IX и Х созывов.

## Современная характеристика
Чрезвычайно велика его роль в разработке новых для отечественного обществоведения направлений: прогнозирование экономических, политических, социальных процессов, исследование научно-технического прогресса, глобальных проблем, интеграции, создание науки о международных отношениях. При этом Иноземцев обладал редким даром — неуёмным стремлением «доводить до ума» полученные научные результаты, воплощать их в практику. Его идеи во многом определили содержательную сторону внешней политики СССР периода разрядки, внеся в неё понимание необходимости развития конструктивных отношений с Западом, способствовали началу переговорного процесса по контролю и сокращению вооружений. Научные теории и концепции, которые он отстаивал более четверти века тому назад, оказались востребованными в годы перестройки и не потеряли актуальности в наше время.
— М. Шкундин, сайт «Известия Науки», www.inauka.ru, 24.03.2005

## Основные работы
- Американский империализм и германский вопрос (1945—1954). — М., 1954;
- Внешняя политика США в эпоху империализма. — М., 1960;
- Международные отношения после второй мировой войны, т. 1—3, 1962—1965 (главный редактор);
- Политическая экономия современного монополистического капитализма, т. 1—2, 1970 (главный редактор);
- Современный капитализм: новые явления и противоречия. — М., 1972;
- Глобальные проблемы современности. — М., 1981 (отв. редактор).
- Цена победы в той самой войне. — М., 1995.